# Eugenio Díaz del Río Jáudenes
Eugenio Díaz del Río Jáudenes (Vigo, 11 de octubre de 1961) es un almirante español, actual almirante de la Flota desde 2021.

## Biografía
Nacido en la ciudad de Vigo, provincia de Pontevedra, el 11 de octubre de 1961, Díaz del Río es hijo del también marino Ángel Díaz del Río. Ingresó en la Escuela Naval Militar en 1980 y se graduó en 1985 con el empleo de alférez de navío, siendo su primer destino como oficial en la corbeta Cazadora. Es diplomado en Estado Mayor y tiene la especialidad complementaria de analista de sistemas integrados.
En 1988 ascendió al empleo de teniente de navío y fue asignado al portaaviones Príncipe de Asturias como responsable del software del sistema de combate. Tras ello, fue destinado a la fragata Santa María, donde llegó a participar en las operaciones de la Guerra del Golfo en 1990. Posteriormente obtuvo el mando del patrullero Laya y trabajó en el Centro de Valoración y Apoyo a la Calificación Operativa para el Combate.
En julio de 1997 asciende al empleo de capitán de corbeta, realizando a continuación el Curso de Guerra Naval. En este empleo ejerció diversos cargos, destacando el de jefe de Órdenes de la 41 Escuadrilla de Escoltas (formada por las fragatas de la clase Santa María), oficial de operaciones de la Fuerza Naval Permanente del Mediterráneo (actual SNMG2) y comandante de la corbeta Vencedora. En octubre de 2002 es destinado en el gabinete del ministro de Defensa, Federico Trillo.
En julio de 2004 asciende al empleo de capitán de fragata y fue asignado a la División de Operaciones del Mando Componente Marítimo de la OTAN con sede en Northwood, Reino Unido. En septiembre de 2007, se le confiere el mando de la fragata Méndez Núñez.
En abril de 2009 es destinado como jefe de la Sección de Planes Estratégicos de la División de Planes del Estado Mayor de la Armada, siendo ascendido al empleo de capitán de navío. En junio de 2013 regresa a la Agrupación Permanente de la OTAN n.º 2 (SNMG2), esta vez como comandante de la unidad, cargo que ocupa hasta julio de 2014.
En septiembre de 2015 fue ascendido al empleo de contraalmirante. Durante este periodo, en un primer momento es destinado en la Jefatura de la División de Planes del Estado Mayor de la Armada (EMA) y posteriormente, en julio de 2016, es nombrado jefe de Estado Mayor del Mando Marítimo Aliado, en Northwood.
Tres años después, en abril de 2018, asciende a vicealmirante. Con este empleo, en agosto de 2019 vuelve a ocupar la Jefatura de la División de Planes del Estado Mayor de la Armada. En mayo de 2020, fue nombrado comandante del Cuartel General Marítimo de Alta Disponibilidad.
Su último destino como vicealmirante le fue asignado en febrero de 2021, cuando fue nombrado comandante de la Operación Atalanta, la misión de la Unión Europea contra la piratería en el Cuerno de África y el océano Índico occidental en sustitución del COMGEIM, Antonio Planells Palau. De forma inmediata, en la reunión del 23 de febrero de 2021, el Consejo de Ministros le ascendió al empleo de almirante y le nombró Almirante de la Flota (ALFLOT) en sustitución de Antonio Martorell Lacave, que había sido nombrado jefe de Estado Mayor de la Armada (AJEMA) semanas antes, y del propio general Antonio Planells Palau, quien hasta entonces ejercía como almirante de la Flota en funciones.

### Vida personal
Está casado con Amparo Sotelo y tiene cinco hijos.

## Condecoraciones
- Gran Cruz de la Real y Militar Orden de San Hermenegildo.[13]

- Gran Cruz al Mérito Naval (Distintivo blanco)[14]

- Placa de la Real y Militar Orden de San Hermenegildo.
- Encomienda de la Real y Militar Orden de San Hermenegildo.
- Cruz de la Real y Militar Orden de San Hermenegildo.
- Cruz al Mérito Naval (Distintivo blanco) (seis veces).
- Cruz al Mérito Militar (Distintivo Blanco).
- Cruz del Mérito Aeronáutico (Distintivo Blanco).
- Cruz de la Orden del Mérito de la Guardia Civil (Distintivo Blanco).
- Medalla OTAN (Servicios meritorios).
- Medalla OTAN (Active Endeavour).
- Medalla OTAN (África).
- Medalla de la Campaña de Liberación de Kuwait.
- Medalla Naval de la República de Chile.

| Predecesor: Antonio Planells Palau (Interino) | Almirante de la Flota 24 de febrero de 2021 - presente | Sucesor: - |